# Créon-d'Armagnac
Pour les articles homonymes, voir Armagnac et Créon.
Créon-d'Armagnac est une commune du Sud-Ouest de la France, située dans le département des Landes (région Nouvelle-Aquitaine).

## Géographie

### Localisation
Commune située en Armagnac.

### Communes limitrophes
Les communes limitrophes sont  Estigarde, Gabarret, Herré, Lagrange et Saint-Julien-d'Armagnac.
|                         | Estigarde        | Herré    |
| Saint-Julien-d'Armagnac | Créon-d'Armagnac | Gabarret |
|                         | Lagrange         |          |

Au sud-est, la commune de Cazaubon (Gers) n'est qu'à une cinquantaine de mètres du territoire communal.

### Hydrographie
L'Estampon, affluent droit de la Douze, traverse les terres de la commune.

### Climat
Pour des articles plus généraux, voir Climat de la Nouvelle-Aquitaine et Climat des Landes.
Historiquement, la commune est exposée à un climat océanique aquitain.  
En 2020, Météo-France publie une typologie des climats de la France métropolitaine dans laquelle la commune est dans une zone de transition entre le climat océanique et le climat océanique altéré et est dans la région climatique  Aquitaine, Gascogne, caractérisée par une pluviométrie abondante au printemps, modérée en automne, un faible ensoleillement au printemps, un été chaud (19,5 °C), des vents faibles, des brouillards fréquents en automne et en hiver et des orages fréquents en été (15 à 20 jours).
Pour la période 1971-2000, la température annuelle moyenne est de 12,9 °C, avec une amplitude thermique annuelle de 14,7 °C. Le cumul annuel moyen de précipitations est de 938 mm, avec 11,6 jours de précipitations en janvier et 7 jours en juillet. Pour la période 1991-2020, la température moyenne annuelle observée sur la station météorologique installée sur la commune est de 13,1 °C et le cumul annuel moyen de précipitations est de 865,3 mm,. Pour l'avenir, les paramètres climatiques de la commune estimés pour 2050 selon différents scénarios d'émission de gaz à effet de serre sont consultables sur un site dédié publié par Météo-France en novembre 2022.
| Mois                                  | jan.           | fév.           | mars           | avril         | mai           | juin          | jui.          | août         | sep.          | oct.          | nov.           | déc.           | année      |
| ------------------------------------- | -------------- | -------------- | -------------- | ------------- | ------------- | ------------- | ------------- | ------------ | ------------- | ------------- | -------------- | -------------- | ---------- |
| Température minimale moyenne (°C)     | 1,8            | 1,3            | 3,5            | 6,7           | 9,9           | 12,9          | 14,3          | 13,4         | 10,6          | 8,2           | 4,5            | 2              | 7,4        |
| Température moyenne (°C)              | 5,7            | 6,3            | 9,2            | 12,6          | 15,7          | 19,1          | 20,9          | 20,4         | 17,8          | 14,2          | 9,1            | 6,1            | 13,1       |
| Température maximale moyenne (°C)     | 9,6            | 11,3           | 14,9           | 18,5          | 21,4          | 25,3          | 27,6          | 27,4         | 25            | 20,2          | 13,7           | 10,2           | 18,8       |
| Record de froid (°C) date du record   | −13,7 27.01.07 | −14,4 09.02.12 | −12,2 01.03.05 | −6,3 07.04.21 | −1,8 06.05.19 | 0,5 01.06.06  | 5,6 22.07.08  | 4,3 31.08.10 | 1,2 27.09.10  | −5 16.10.09   | −10,7 17.11.07 | −10,3 26.12.10 | −14,4 2012 |
| Record de chaleur (°C) date du record | 21,7 01.01.22  | 25,3 27.02.19  | 28,2 29.03.23  | 30,9 09.04.11 | 33 18.05.22   | 39,8 18.06.22 | 39,5 18.07.22 | 42 23.08.23  | 37,2 12.09.22 | 32,8 01.10.23 | 26,2 01.11.20  | 19,9 08.12.10  | 42 2023    |
| Précipitations (mm)                   | 91,3           | 66,8           | 75,8           | 80,1          | 83,7          | 68,6          | 45,3          | 47,7         | 59,3          | 72,5          | 90,9           | 83,3           | 865,3      |

## Urbanisme

### Typologie
Au 1er janvier 2024, Créon-d'Armagnac est catégorisée commune rurale à habitat dispersé, selon la nouvelle grille communale de densité à sept niveaux définie par l'Insee en 2022.
Elle est située hors unité urbaine et hors attraction des villes,.

### Occupation des sols

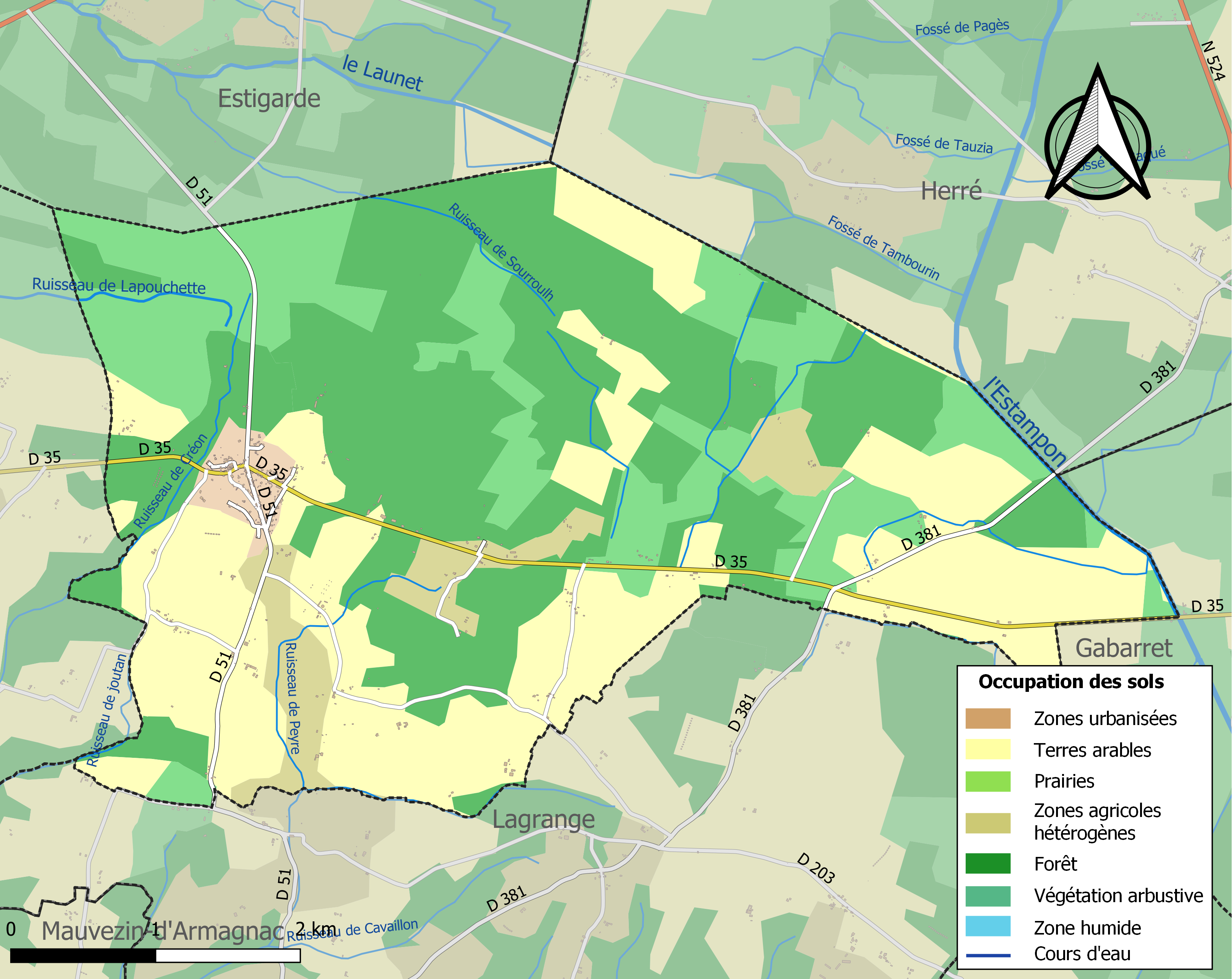
Carte des infrastructures et de l'occupation des sols de la commune en 2018 (CLC).

L'occupation des sols de la commune, telle qu'elle ressort de la base de données européenne d’occupation biophysique des sols Corine Land Cover (CLC), est marquée par l'importance des forêts et milieux semi-naturels (59,1 % en 2018), une proportion sensiblement équivalente à celle de 1990 (59,5 %). La répartition détaillée en 2018 est la suivante : forêts (39,2 %), terres arables (33,5 %), milieux à végétation arbustive et/ou herbacée (19,9 %), zones agricoles hétérogènes (5,7 %), zones urbanisées (1,7 %). L'évolution de l’occupation des sols de la commune et de ses infrastructures peut être observée sur les différentes représentations cartographiques du territoire : la carte de Cassini (XVIIIe siècle), la carte d'état-major (1820-1866) et les cartes ou photos aériennes de l'IGN pour la période actuelle (1950 à aujourd'hui).

### Risques majeurs
Le territoire de la commune de Créon-d'Armagnac est vulnérable à différents aléas naturels : météorologiques (tempête, orage, neige, grand froid, canicule ou sécheresse), feux de forêts, mouvements de terrains et séisme (sismicité très faible). Un site publié par le BRGM permet d'évaluer simplement et rapidement les risques d'un bien localisé soit par son adresse soit par le numéro de sa parcelle.
Créon-d'Armagnac est exposée au risque de feu de forêt. Depuis le 20 avril 2016, les départements de la Gironde, des Landes et de Lot-et-Garonne disposent d’un règlement interdépartemental de protection de la forêt contre les incendies. Ce règlement vise à mieux prévenir les incendies de forêt, à faciliter les interventions des services et à limiter les conséquences, que ce soit par le débroussaillement, la limitation de l’apport du feu ou la réglementation des activités en forêt. Il définit en particulier cinq niveaux de vigilance croissants auxquels sont associés différentes mesures,.
Les mouvements de terrains susceptibles de se produire sur la commune sont des tassements différentiels.

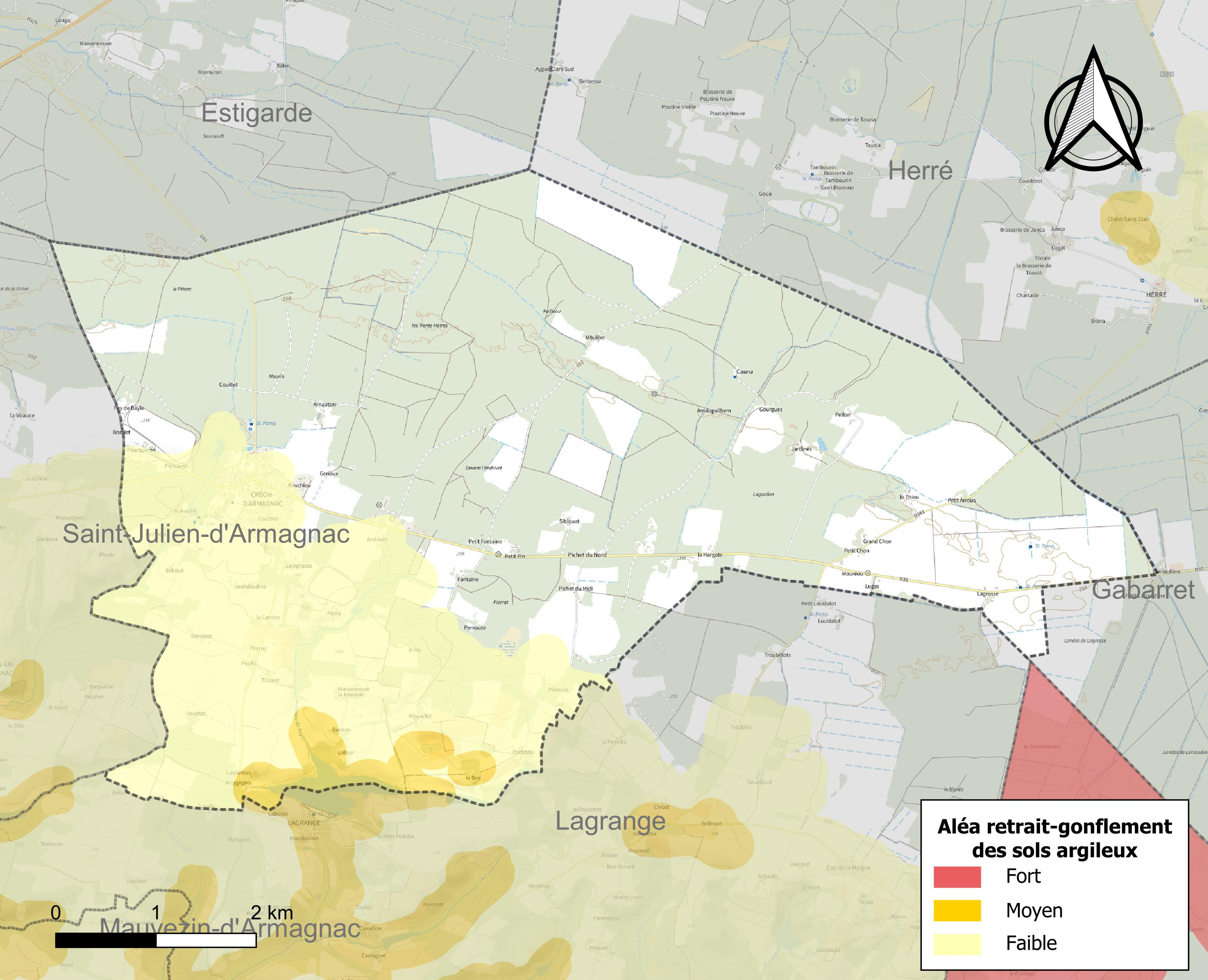
Carte des zones d'aléa retrait-gonflement des sols argileux de Créon-d'Armagnac.

Le retrait-gonflement des sols argileux est susceptible d'engendrer des dommages importants aux bâtiments en cas d’alternance de périodes de sécheresse et de pluie. 2,8 % de la superficie communale est en aléa moyen ou fort (19,2 % au niveau départemental et 48,5 % au niveau national). Sur les 189 bâtiments dénombrés sur la commune en 2019, 4 sont en aléa moyen ou fort, soit 2 %, à comparer aux 17 % au niveau départemental et 54 % au niveau national. Une cartographie de l'exposition du territoire national au retrait gonflement des sols argileux est disponible sur le site du BRGM,.
La commune a été reconnue en état de catastrophe naturelle au titre des dommages causés par les inondations et coulées de boue survenues en 1999, 2009 et 2018, par la sécheresse en 2017 et par des mouvements de terrain en 1999.

## Histoire

### Héraldique
| Blason de Créon-d'Armagnac | Les armes de Créon-d'Armagnac se blasonnent ainsi : Écartelé: aux 1er et 4e d'argent au loup ravissant de gueules, au 2e losangé d'argent et de gueules, au 3e d'argent à six coquilles trois de sinople rangées en chef et trois d'azur rangées en, pointe. |

## Politique et administration
| Période                                  | Période  | Identité         | Étiquette | Qualité                                      |
| ---------------------------------------- | -------- | ---------------- | --------- | -------------------------------------------- |
| 1979                                     | 2001     | Serge Expert     | PS        | Retraité de l'équipement                     |
| mars 2001                                | 2018     | Serge Expert     | PS        | Responsable céréales agro Maïsadour retraité |
| 2018                                     | En cours | Catherine Dupouy |           |                                              |
| Les données manquantes sont à compléter. |          |                  |           |                                              |

## Démographie
L'évolution du nombre d'habitants est connue à travers les recensements de la population effectués dans la commune depuis 1793. Pour les communes de moins de 10 000 habitants, une enquête de recensement portant sur toute la population est réalisée tous les cinq ans, les populations de référence des années intermédiaires étant quant à elles estimées par interpolation ou extrapolation. Pour la commune, le premier recensement exhaustif entrant dans le cadre du nouveau dispositif a été réalisé en 2006.

En 2022, la commune comptait 336 habitants, en évolution de −6,93 % par rapport à 2016 (Landes : +5,78 %, France hors Mayotte : +2,11 %).
| 1793 | 1800 | 1806 | 1821 | 1831 | 1836 | 1841 | 1846 | 1851 |
| ---- | ---- | ---- | ---- | ---- | ---- | ---- | ---- | ---- |
| 705  | 478  | 652  | 662  | 765  | 742  | 692  | 735  | 728  |

| 1856 | 1861 | 1866 | 1872 | 1876 | 1881 | 1886 | 1891 | 1896 |
| ---- | ---- | ---- | ---- | ---- | ---- | ---- | ---- | ---- |
| 749  | 721  | 694  | 670  | 675  | 678  | 698  | 678  | 717  |

| 1901 | 1906 | 1911 | 1921 | 1926 | 1931 | 1936 | 1946 | 1954 |
| ---- | ---- | ---- | ---- | ---- | ---- | ---- | ---- | ---- |
| 633  | 617  | 579  | 428  | 451  | 400  | 401  | 384  | 345  |

| 1962 | 1968 | 1975 | 1982 | 1990 | 1999 | 2006 | 2011 | 2016 |
| ---- | ---- | ---- | ---- | ---- | ---- | ---- | ---- | ---- |
| 329  | 299  | 289  | 258  | 286  | 282  | 295  | 345  | 361  |

| 2021 | 2022 | - | - | - | - | - | - | - |
| ---- | ---- | - | - | - | - | - | - | - |
| 344  | 336  | - | - | - | - | - | - | - |

## Culture locale et patrimoine

### Lieux et monuments
- Église Saint-Barthélemy de Créon-d'Armagnac
- Château de Créon (Château Reys)

### Personnalités liées à la commune
- Eliza de Feuillide
- Jean-François Capot de Feuillide
- Henry Austen
- Romain Hamelin
- Antoine Dufau, homme politique et médecin